# Ufensia minuta
Ufensia minuta är en stekelart som beskrevs av Gennaro Viggiani 1988. Ufensia minuta ingår i släktet Ufensia och familjen hårstrimsteklar.
Artens utbredningsområde är Italien. Inga underarter finns listade i Catalogue of Life.